# Mihec
Mihec je moško osebno ime.

## Izvor imena
Ime Mihec je različica moškega osebnega imena Mihael.

## Pogostost imena
Po podatkih Statističnega urada Republike Slovenije je bilo na dan 31. decembra 2007 v Sloveniji število moških oseb z imenom Mihec: 77.

## Osebni praznik
Osebe z imenom Mihec godujejo takrat kot osebe z imenom  Mihael.